# Boing Boing
Boing Boing es una publicación estadounidense fundada en 1988 como revista que logró una tirada máxima de 17 500 copias, pasó a Internet en 1995 y es un blog desde el 2000. Boing boing es un referente de la cultura cyberpunk. Les rodea la actualidad tecnológica, gadgets, ciencia ficción, propiedad intelectual y la política de izquierda. Todo el contenido está bajo licencia Creative Commons.

## Historia
Boing Boing comenzó siendo una revista en 1988 y sus editores eran Mark Frauenfelder y Carla Sinclair, su esposa. Sus ediciones tenían como subtítulo The World's Greatest Neurozine. Entre los editores asociados se incluyen Gareth Branwyn, Jon Lebkowsky y Paco Nathan. Junto con Mundo 2000, Boing Boing fue influyente en el desarrollo de la tribu urbana cyberpunk. Logró hacer una tirada máxima de 17 500 ejemplares. Sus temáticas más comunes incluyen la tecnología, el futurismo, la ciencia ficción, los gadgets, la propiedad intelectual, Disney y la política de izquierda. La última entrega de la revista fue la número quince.
Boing Boing se convirtió en un sitio web en 1995 y un año después fue una publicación exclusivamente virtual. A medida que investigaba artículos sobre blogs en 1999, Frauenfelder comenzó a familiarizarse con su software, lo que llevó a que Boing Boing pasara a ser un blog el 21 de enero de 2000 y se describió como «un directorio de cosas fantásticas». Con el tiempo, se unieron a Frauenfelder tres coeditores: Cory Doctorow, David Pescovitz y Xeni Jardin. Los cuatro contribuyentes de Boing Boing son o han sido editores de la revista Wired.